# Luci Lucreci Flavus Triciptí
Luci Lucreci Flavus Triciptí (llatí: Lucius Lucretius Flavus Triciptinus) va ser un magistrat romà. Formava part de la gens Lucrècia.
Va ser elegit cònsol l'any 393 aC amb Servi Sulpici Camerí. En el seu període els cònsols van derrotar els eques. L'any 391 aC va ser tribú amb potestat consular, i en el seu mandat va derrotar la ciutat de Volsínia. Altre cop va tenir el mateix càrrec el 388 aC, una tercera vegada el 383 aC i una quarta el 381 aC.
Plutarc diu que era el senador al qual es demanava opinió en primer lloc, probablement pel seu rang consular.